# کتائب حزب‌الله
کتائب حزب‌الله (به عربی: کتائب حزب‌الله فی العراق)، یک گروه شبه‌نظامی شیعه در عراق و بخشی از حشد شعبی است که توسط جمهوری اسلامی ایران تأمین مالی و نظامی می‌شود. این گروه در جریان جنگ عراق (۱۱–۲۰۰۳) علیه نیروهای ائتلاف به رهبری ایالات متحده آمریکا می‌جنگید. این گروه در جنگ داخلی عراق (۲۰۱۷–۲۰۱۴) و جنگ داخلی سوریه نیز فعالیت داشت. فرماندهی این گروه برعهده ابومهدی المهندس بود تا آنکه آمریکا وی را در ۳ ژانویه ۲۰۲۰ در حمله هوایی در نزدیکی فرودگاه بغداد، همراه با قاسم سلیمانی کشت. پس از آن فرماندهی گروه برعهده عبدالعزیز المحمداوی (ابو فدک) قرار گرفت.
رهبر کتائب حزب‌الله از سوی دولت آمریکا در فهرست تروریسم قرار گرفته و تحریم شده‌است. در بیانیه وزارت خارجه آمریکا آمده‌است که گروه کتائب حزب‌الله در سال ۲۰۰۹ در لیست سازمان‌های تروریستی قرار گرفته‌است.
در آوریل ۲۰۲۵، گروه کتائب حزب‌الله، به همراه گروه‌های حرکة حزب‌الله النجباء، کتائب سیدالشهدا و انصارالله الاوفیاء، در تحت فشار آمریکا، آمادگی خود را برای خلع سلاح اعلام کردند.

## تاریخچه
کتائب حزب‌الله عراق یک گروه شیعه است که اعضای آن مقلد خمینی و محمد باقر صدر هستند و در سال ۲۰۰۳ توسط نیروی قدس سپاه پاسداران ایران راه‌اندازی شد. این گروه مخالف حضور نیروهای آمریکایی در عراق است و بعد از سقوط صدام حسین اولین عملیات خود علیه نیروهای آمریکایی را در ۲۳ اکتبر سال ۲۰۰۳ در منطقه بلدیات شهر بغداد انجام داد.
سازماندهی این گروه مخفی است ولی جمال جعفر ابراهیم که معروف به اسم ابومهدی مهندس، مشاور نیروی قدس ایران و از اعضای سابق سازمان بدر و اعلام شد در لیست تروریست‌ها امریکا در ۲۰۰۹ میلادی (۱۳۸۸) به عنوان رئیس این گروه شناخته می‌شد. کتائب حزب‌الله از نیروی قدس ایران آموزش و کمک‌های مالی دریافت می‌کند. دولت آمریکا حزب‌الله لبنان را متهم می‌کند که سلاح‌ها و آموزش‌های این گروه را تأمین می‌کند. این گروه در سال ۲۰۰۷ با تهاجم علیه نیروهای ائتلاف و آمریکا شناخته شد و با گذاشتن فیلم حملات خود علیه نیروهای آمریکایی در اینترنت شناخته شد.
در تابستان سال ۲۰۰۸ نیروهای آمریکایی و عراقی سختگیری را علیه کتائب حزب‌الله و گروه‌های ویژه انجام دادند. حداقل ۳۰ عضو این گروه در آن ماه‌ها دستگیر شد. بسیاری از سران گروه‌ها دستگیر شده و مقامات رسمی آمریکا اظهار کردند که در نتیجه این سختگیری بسیاری از فرماندهان آن‌ها به ایران فرار کردند.
در ۴ ژوئن ۲۰۰۸، کتائب حزب‌الله یک حمله راکتی انجام داد که قرار بود نیروهای ائتلاف را هدف قرار دهد اما در عوض ۱۸ غیرنظامی را در بغداد کشت.
در ۲ ژوئیه ۲۰۰۹ این گروه به لیست سازمان‌های تروریستی آمریکا افزوده شد. این گروه مسئول بسیاری از بمب‌های کنترل از راه دور کنارجاده‌ای، خمپاره، موشک و تهاجمات با آرپی‌جی و همچنین عملیات‌های تک تیراندازی علیه نیروهای آمریکایی و عراقی بوده و همچنین مسئول عملیات تهاجم راکت به منطقه سبز در نوامبر ۲۰۰۸ که منجر به کشته شدن دو کارمند سازمان ملل شد می‌باشد.
ارتش ایالات متحده گفت که در ۱۲ فوریه ۲۰۱۰، یک درگیری با اعضای مظنون این گروه در ۲۶۵ کیلومتری (۱۶۵ مایلی) جنوب شرقی بغداد در روستایی در نزدیکی مرز ایران رخ داد. بر اساس این گزارش، ۱۲ نفر دستگیر شدند. ارتش در بیانیه ای گفت: «تیم مشترک امنیتی توسط افرادی که در چندین ساختمان مسکونی پراکنده شده بودند هدف گلوله قرار گرفت... اعضای تیم امنیتی به تیراندازی متقابل پرداختند و افرادی را که به نظر می رسید جنگجویان دشمن بودند، کشتند». مقامات استانی عراق گفتند که بسیاری از کشته شدگان از ناظران بی گناه بودند و خواستار غرامت شدند. گفتند هشت نفر کشته شدند
در دسامبر ۲۰۱۰ مقامات نظامی آمریکایی گفتند، در روستایی در نزدیکی مرز ایران در ۲۵۶ کیلومتری (۱۶۵ مایل) در جنوب شرق بغداد یک درگیری با اعضای گروه کتائب حزب‌الله داشته‌اند. در این درگیری ۱۲ نفر دستگیر شدند. نیروهای نظامی طی بیانیه‌ای اعلام کردند که، نیروهای مشترک امنیتی از ساختمان‌های متفرقه شهری مورد تیراندازی قرار گرفتند و آن‌ها نیز به این آتش پاسخ دادند که میلیتان‌هایی که در آن‌ها حضور داشتند را کشتند. مقامات رسمی عراقی اعلام کردند که بسیاری از کشته شدگان از افراد بیگناه بودند و خواستار جبران خسارات وارده شدند. گفته می‌شود که ۸ نفر کشته شدند.
در ۱۳ ژولای ۲۰۱۰ ژنرال ری اودیرنو از گروه کتائب حزب‌الله به عنوان یک تهدید اصلی علیه نیروهای و پایگاه‌های آمریکایی در عراق نام برد. اودیرنو در یک بریفینگ در بغداد گزارش داد: «در هفته‌های اخیر تهدیدات علیه ما افزایش یافته و لذا ما تدابیر امنیتی را در بسیاری از پایگاه‌ها افزایش داده‌ایم».
در ۲۹ ژوئن ۲۰۱۱، کتائب حزب‌الله راکت های IRAM را شلیک کرد که به پایگاه ایالات متحده در نزدیکی مرز ایران - COP Shocker اصابت کرد. این حمله منجر به کشته شدن سه سرباز آمریکایی شد.یک نوار ویدئویی از حمله موشکی توسط شبه نظامیان در فضای مجازی منتشر شد.
در ژوئیه ۲۰۱۱، نیروهای رسمی اطلاعات عراق تخمین زدند که این گروه دارای ۱۰۰۰ جنگنده است و ماهانه به آن‌ها بین ۳۰۰ تا ۵۰۰ دلار پرداخت می‌شود.
گذرگاه مرزی القائم شاهد فعالیت نظامی سریع بوده است زیرا انتظار می‌رود این گروه نقش نظامی و امنیتی مهمی را ایفا کند زیرا گذرگاه با سوریه به طور رسمی در ۳۰ سپتامبر ۲۰۱۹ افتتاح شد.
در آوریل ۲۰۲۵، قدرتمندترین گروه شبه‌نظامی شیعه در عراق بنام کتائب حزب‌الله، بهمراه گروه‌های حرکة حزب‌الله النجباء، کتائب سیدالشهدا و انصارالله الاوفیاء، بمنظور تلاشی برای جلوگیری از اقدام احتمالی نظامی ایالات متحده علیه آن‌ها، آمادگی خود را برای خلع سلاح اعلام کردند. این تغییر موضع، بدنبال هشدارهای محرمانه‌ای بود که از سوی ایالات متحده به دولت عراق صورت گرفت. در این هشدارها، گفته شده بود که ادامه فعالیت این گروه‌های شبه‌نظامی، می‌تواند موجب حملات هوایی شود. بنابگفته منابع سیاسی عراقی، نخست‌وزیر محمد شیاع السودانی، مذاکرات پیشرفته‌ای با رهبران اصلی این گروه‌ها انجام داده که بیک توافق اولیه برای کاهش حضور نظامی آن‌ها انجامیده است. این تحول، نشان‌دهنده یک گسست قابل توجه در مقایسه با سال‌های گذشته است، زمانی که این گروه‌ها به طور مکرر در حملات راکتی و پهپادی علیه منافع ایالات متحده و اسرائیل شرکت داشتند.
تحلیل‌گران، تلاش این گروه‌ها را برای خلع سلاح شدن، نشانه‌ای از تضعیف گسترده‌تر شبکه منطقه‌ای گروه‌های مسلح هم‌پیمان ایران، موسوم به «محور مقاومت» ارزیابی می‌کنند. افزایش تمایل جناح‌های عراقی به فاصله گرفتن از اهداف راهبردی تهران، نشان‌دهنده یک بازآرایی در توازن قدرت در درون عراق و در سطحی وسیع‌تر، در منطقه است.

## واکنش‌ها
- ۷ ژانویه ۲۰۲۰ مورگان اورتگاس، سخنگوی وزارت خارجه آمریکا: «کتائب حزب‌الله پس از حمله به معترضان بی‌گناه عراقی، در پایان روز با پرتاب راکت، بغداد را هدف قرار داد.» وی ادامه داد: «کتائب حزب‌الله هیچ علاقه‌ای به امنیت عراق ندارد، فقط به دستورکار شنیع خامنه‌ای [علاقمند] است.» … «ما به‌طور خستگی‌ناپذیر به آشکار کردن ماهیت آنها - [که] تروریست [هستند] - ادامه خواهیم داد.»[۲۵]
- نیویورک تایمز نوشت که وزارت دفاع آمریکا به نیروهای آمریکایی آمادگی عملیاتی علیه کتائب حزب‌الله را اعلام کرده‌است.[۴۷] مایکل نایتس، تحلیلگر اندیشکده سیاست واشینگتن در خاورمیانه نیز گفته‌است: «اهداف فوری پنتاگون علیه کتائب حزب‌الله می‌تواند متوجه رهبران، پایگاه‌ها و انبارهای تسلیحاتی این گروه باشد.»[۴۷]

## خروج نیروهای آمریکایی از عراق
بعد از خروج نیروهای آمریکایی از عراق در دسامبر ۲۰۱۱، این گروه، جنگنده‌های خود را به فرمان قاسم سلیمانی فرمانده سپاه قدس برای دفاع از حکومت بشار اسد به سوریه فرستادند و به این ترتیب کتائب جنگ خود با نیروهای آمریکایی در عراق را به جنگ با گروه‌های مخالف دولت سوریه که قصد سرنگونی بشار اسد را داشتند تغییر داد. در عین حال کتائب مخالفت خود با نیروهای آمریکایی را ادامه داده و جنگ‌های علیه داعش که نیروهای آمریکایی در آن شرکت داشتند را بایکوت می‌کرد. واثق البطاط، رهبر سابق کتائب حزب‌الله، در ۴ فوریه ۲۰۱۳ از ایجاد یک شبه نظامی شیعه جدید به نام ارتش مختار خبر داد و گفت که هدف آن دفاع از شیعیان و کمک به دولت برای مبارزه با تروریسم است.
در ۲۰۱۴ این گروه سرکت مرد در درگیری مقابل به دولت اسلامی عراق.  انها به ۶ گروه‌ها شبه نظامی عراقی تشکیل حشد شعبی دادن. از اکتبر ۲۰۱۶ میلادی کتائب حزب‌الله با ارتش عراق و گروه‌ها دیگر شرکت کرداند به نبرد موصل (۲۰۱۶–۲۰۱۷). کتائب حزب‌الله به گروه‌ها دیگر حشد شعبی شرکت می‌کناند در مبارزه تل‌عفر، که دولت اسلامی عراق از انجا حذف کنانذ به سرزمین‌ها خود دیگر.
در جریان اعتراضات ۲۰۱۹–۲۰۲۱ عراق شبه‌نظامیان کتائب حزب‌الله طبق گزارش‌ها در ربودن و قتل صدها معترض مسالمت‌آمیز دست داشتند. در  دسامبر ۲۰۱۹، ایالات متحده مقر کتائب حزب‌الله را در نزدیکی القائم بمباران کرد. به گزارش رویترز و بیانیه ارتش آمریکا، این حملات هوایی سه مکان کتائب حزب‌الله در عراق و دو نقطه در سوریه را هدف قرار دادند و شامل انبارهای تسلیحات و پست‌های فرماندهی بود. این حمله در تلافی پس از پرتاب رگبار بیش از ۳۰ موشک به سمت پایگاه K-1 دو روز قبل و حملات دیگر به پایگاه های نیروهای آمریکایی در عراق بود. در حمله قبلی یک پیمانکار آمریکایی کشته و چند سرباز عراقی و آمریکایی زخمی شدند. بر اساس گزارش ها، ۲۵ نفر در حملات هوایی ایالات متحده کشته و ۵۱ نفر زخمی شدند.
در پاسخ به بمباران مقر کتائب حزب‌الله توسط آمریکا در ۲۹ دسامبر، معترضان به سفارت ایالات متحده در منطقه سبز در بغداد در 31 دسامبر ۲۰۱۹ حمله کردند. بسیاری از معترضان اعضای شبه نظامی کتائب حزب‌الله از جمله فرمانده کتائب حزب‌الله ابومهدی المهندس بودند. مارک اسپر، وزیر دفاع آمریکا در ۲ ژانویه هشدار داد که این گروه ممکن است در حال برنامه ریزی حملات جدیدی در عراق باشد و ایالات متحده آماده انجام حملات پیشگیرانه است. ابومهدی المهندس در ۳ ژانویه ۲۰۲۰ میلادی بر اثر حمله پهپاد آمریکایی در فرودگاه بین المللی بغداد کشته شد.  در ۲۷  فوریه ۲۰۲۰، وزارت امور خارجه و خزانه داری ایالات متحده، احمد الحمیداوی، دبیرکل کتائب حزب‌الله را به عنوان "ویژه تروریست جهانی تعیین شده" معرفی کردند.  در مارس ۲۰۲۰، ایالات متحده به تلافی حملات کمپ تاجی، حملات هوایی را علیه تأسیسات کتائب حزب‌الله در کربلا انجام داد.

## ارتش مختار
در ۴ فوریه ۲۰۱۳، واثق البطاط رهبر سابق کتائب حزب‌الله اعلام کرد که یک گروه جدید بنام ارتش مختار را با هدف دفاع شیعیان و کمک به نیروهای دولتی ضد تروریسم ایجاد کرده‌است.

## جنگ با داعش
در جریان جنگ با داعش در سوریه، این گروه در بازپس‌گیری شهر حلب در ۲۰۱۵ و دیرالزور در ۲۰۱۸ برای کمک به نیروهای بشار الاسد حضور مؤثری داشته‌است.
پس از بالا گرفتن جنگ داخلی سوریه و اینکه دولت اسلامی شام و عراق (داعش) شروع به قدرت گرفتن کرد، دولت عراق برای حفظ امنیت مناطق شیعه به شبه نظامیان شیعه از جمله کتائب حزب‌الله تکیه کرد. در جریان حملات ژوئن داعش به استانهای صلاح الدین، نینوا و دیاله که ارتش عراق متلاشی شد، شبه نظامیان شیعه نقش مهمی در حفظ امنیت عراق ایفا کردند.
بعد از اکتبر سال ۲۰۱۶، کتائب حزب‌الله همراه با نیروهای ارتش عراق و سایر گروه‌های شبه نظامی (PMF) در جنگ آزادسازی موصل علیه داعش شرکت داشت. این گروه همراه با سایر گروه‌های شبه نظامی در جنگ اطراف تل‌عفر برای قطع کردن مسیر موصل به تل‌عفر و سایر مناطق تحت کنترل داعش، شرکت داشت.

## تهدید به ترور
شامگاه ششم ژوئیه ۲۰۲۰ هشام الهاشمی، بر اثر حمله مسلحانه و شلیک گلوله، مقابل منزلش در منطقه زیونه در بغداد ترور شد. طبق گزارش‌ها، الهاشمی چندین بار از سوی یکی از اعضای کتائب حزب‌الله عراق تهدید شده بود. گفته می‌شود فردی که وی را تهدید کرده ابوعلی عسکری نام دارد. پس از طرح این اتهامات در شرایطی که هیچ گروهی مسئولیت این قتل را بر عهده نگرفته بود، کتائب حزب‌الله عراق بیانیه ای صادر کرد و گفت که «سرعت آماده‌سازی و واردکردن اتهامات به مخالفان طرح اشغالگری، نشان می‌دهد ابزار قتل و اتهام یکی است.»

## ساختار گروه
کتائب یکی از گروه‌های بسیار مخفی در بین گروه‌های شیعه عراقی است و اطلاعات کمی از ساختار این گروه وجود دارد ولی مشخص است که رهبری این گروه با ابومهدی المهندس بود.

### استعداد
دبیرکل گردان‌های حزب‌الله عراق اعلام کرد که در حال حاضر این گروه دارای بیش از ۵ هزار نیرو در قالب سه گردان در عراق می‌باشد.

### آموزش
این گروه آموزش‌های خود را از نیروی قدس سپاه پاسداران انقلاب اسلامی، حزب‌الله لبنان و سایر گروه‌های وابسته به ایران دریافت می‌کند. در سال ۲۰۰۸ نیروی قدس و حزب‌الله لبنان کمپ‌های آموزشی در چهار محل در تهران، قم، اهواز و مشهد دایر کرده بود. نیروهای کتائب و سایر گروه‌های شیعه آموزش سلاح‌های کوچک و مواد منفجره را می‌دیدند. حزب‌الله لبنان یک کمپ برای آموزش در جنوب عراق دایر کرده بود که بعد از کشف در سال ۲۰۰۸ مجبور شد که به ایران منتقل شود.

### فرماندهی
جمال جعفر ابراهیم معروف به ابومهدی مهندس رهبر گروه کتائب حزب‌الله یکی از گروه‌های شبه نظامی شیعه که توسط ایران حمایت و پشتیبانی می‌شود. وی علاوه به رهبری کتائب، معاون مشاور امنیت ملی عراق و معاون فرمانده حشد الشعبی، گروهی که گروه‌های شیعه ضد داعش را دربرگرفته و معروف به بسیج مردمی، می‌باشد. ابو مهدی مهندس سال‌ها در رابطه با یکسری جنایات مرگبار محکوم بود. در سال ۲۰۰۷ در دادگاه کویت به دلیل دست داشتن در بمبگذاری سفارت فرانسه در کویت که منجر به کشته شدن ۶ نفر و زخمی شدن بیش از ۹۰ نفر شد محکوم شده بود. بعد از کشته شدن ابومهدی مهندس در ۱۳ دی ۱۳۹۸ عبدالعزیز المحمداوی معروف به ابوفدک جایگزین او شد. وی سابقاً مأمور اطلاعاتی سازمان بدر بود.

### نام‌گذاری گروه
این گروه در آغاز با نام «کتائب ابوالفضل العباس» اعلام موجودیت کرد. در سال ۲۰۰۷ این گروه اعلام کرد از این پس با نام اصلی یعنی کتائب حزب‌الله عراق (گردان‌های حزب‌الله در عراق) به فعالیت ادامه می‌دهد. شبکه ماهواره‌ای الاتجاه در حال حاضر اقدام به پخش اخبار و فیلم‌های این گروه می‌کند.

## لیست تروریستی آمریکا
- این گروه تنها گروه شبه‌نظامی عراقی است که در لیست تروریستی آمریکا قرار دارد و در ۲ ژوئیه ۲۰۰۹ به این لیست افزوده شده‌است.[۳۲] روز ۲۶ مارس ۲۰۲۰ وزارت خزانه‌داری آمریکا ۲۰ مقام و فرد و کمپانی مستقر در ایران و عراق را مورد تحریم قرار داد، این افراد و نهادها از سپاه پاسداران و بازوی خارجی‌اش یعنی نیروی قدس حمایت کرده و نیز در تأمین کمک‌های مرگبار به شبه‌نظامیان مورد حمایت ایران در عراق، از جمله کتائب حزب‌الله و عصائب اهل حق دست داشتند.[۷۸]
- روز ۲۶ آبان ۱۴۰۲ وزارت خارجه آمریکا کتائب سیدالشهداء و دبیرکل آن هاشم فینیان رحیم السراجی را به عنوان تروریست‌های ویژه جهانی لیست گذاری کرد.[۷۹]

### تحریم‌ها
- روز چهارشنبه ۱۲ شهریور ۱۳۹۹ وزارت دادگستری ایالات متحده آمریکا در بیانیه‌ای اعلام کرد دامنه‌های دو وبسایت تلویزیون «الاتجاه» متعلق به کتائب حزب‌الله مورد حمایت ایران در عراق را مسدود کرده‌است. قابل ذکر است که کتائب حزب‌الله از سوی آمریکا به عنوان یک تشکیلات تروریستی شناخته شده‌است.[۸۰]
- به گفته وزارت دادگستری آمریکا دولت فدرال وب سایت‌های الاتجاه تی وی دات کام (Aletejahtv.com) و الاتجاه تی وی دات اورگ (Aletejahtv.org) و کتائب حزب‌الله دات کام (kataibhezbollah.com), و کتائب حزب‌الله دات اورگ (kataibhezbollah.org) را بست. این وب‌سایت‌ها به‌عنوان بازوی رسانه‌ای کتائب حزب‌الله عمل می‌کردند. وزارت خرانه‌داری و وزارت خارجه آمریکا، کتائب حزب‌الله را به عنوان یک سازمان تروریستی لیست گذاری کرده‌اند.[۸۱]
- روز ۱۳ ژانویه ۲۰۲۱ ایالات متحده بر اساس فرمان اجرایی ۱۳۲۲۴ عبدالعزیز ملوح میرجیراش المحمداوی – با کنیه ابو فدک – را به عنوان یک تروریست ویژه جهانی خاص (SDGT) لیست‌گذاری می‌کند. محمداوی، دبیرکل سابق کتائب حزب‌الله است. این گروه در فهرست‌های سازمان تروریستی خارجی (FTO)و SDGT آمریکا لیست‌گذاری شده‌است.[۸۲]
- روز جمعه ۲۶ آبان ۱۴۰۲ وزارت خزانه‌داری آمریکا اعلام کرد که تحریم‌هایی را علیه شش فرد وابسته به کتائب حزب‌الله که قبلاً در فهرست سازمان‌های تروریستی خارجی قرار گرفته بود، اعمال کرده‌است.[۸۳]
- دفتر کنترل دارایی‌های خارجی وزارت خزانه‌داری آمریکا، اوفک، با انتشار بیانیه‌ای سه رهبر و حامی کتائب حزب‌الله به عنوان «یکی از اصلی‌ترین گروه‌های شبه‌نظامی وابسته به جمهوری اسلامی ایران در عراق» و همچنین یک شرکت فعال در نقل و انتقال پول و پولشویی برای کتائب حزب‌الله را تحریم کرد.[۸۴]

## گزارش آمریکا دربارهٔ تروریسم در ۲۰۱۶
گزارش آمریکا دربارهٔ تروریسم در سال ۲۰۱۶ توسط وزات امور خارجه این کشور در ۱۹ ژوئیه ۲۰۱۷ در هفت فصل منتشر گردید و روی سایت این وزارت خانه قرار داده شد. در فصل ششم این گزارش تحت عنوان «سازمان‌های تروریستی خارجی» دربارهٔ کتائب حزب‌الله آمده‌است:
کتائب حزب‌الله در سال ۲۰۰۶ به وجود آمد و در ۲ ژوئیه ۲۰۰۹ به عنوان سازمان تروریستی خارجی نام‌گذاری شد، کتائب حزب‌الله (KH) یک گروه تندرو شیعه اسلامی و با نظرگاه ضد غربی و ایدئولوژی تندرو شورشی است. قبل از عقب‌نشینی نیروهای ایالات متحده در سال ۲۰۱۱ این گروه اقدام به تهاجم به اهداف عراقی، آمریکایی و ائتلاف در عراق می‌کرد، و سیاستمداران و غیرنظامیان طرفدار پروسه سیاسی مشروع عراق را تهدید جانی می‌کرد. این گروه استفاده قابل ملاحظه و گسترده تبلیغاتی برای عملیاتش در رسانه‌های عمومی می‌کند که شامل فیلمبرداری و پخش فیلم‌های ویدئویی از تهاجماتش می‌شود. کتائب حزب‌الله دارای وابستگی‌های ایدئولوژیک و دریافت حمایت از ایران می‌باشد.
فعالیت‌ها: کتائب حزب‌الله مسئولیت تعداد زیادی تهاجمات تروریستی را از سال ۲۰۰۷ بعهده گرفته‌است، که شامل بمبگذاری مواد انفجاری تعبیه شده تهاجمات موشکی و عملیات تک تیراندازی. در سال ۲۰۰۷ کتائب حزب‌الله بدنامی اش را بخاطر حملاتش به نیروهای ایالات متحده و ائتلاف در عراق کسب کرد. در ژوئیه ۲۰۱۱، ۵ سرباز آمریکایی در یک حمله موشکی در بغداد کشته شدند، در این حمله موشکی که توسط کتائب حزب‌الله صورت گرفت، مهاجمان بین سه تا پنج موشک به پایگاه نظامی ویکتوری ایالات متحده در بغداد شلیک کردند. فعالیت گروه ادامه داشته و در ۲۰۱۵ در درگیری‌های سوریه در حمایت از رژیم اسد و در عراق علیه داعش شرکت کرده‌است. در خرداد و ژوئن و ژوئیه ۲۰۱۵ کتائب حزب‌الله اطلاعات محل و شیوه تماس برای نیروگیری و درخواست کمک مالی را در یک کانال طرفدار ایران و بر روی یوتیوب پخش کرد تا در اقدامی برای نیروگیری جنگنجو در عراق و سوریه بکار گیرد.
در سال ۲۰۱۶ این گروه با پیوستن به ارتش عراق به جنگ با داعش در نبرد موصل ادامه داد. سرانجام کتائب حزب‌الله برای پاکسازی مرز سوریه-عراق در سمت غرب موصل پیشروی کرده، درحالی‌که سایر نیروهای شیعه طرفدار ایران نزدیکتر به شهر به جنگ ادامه دادند.
توانمندی: تخمین زده می‌شود که اعضای گروه حداقل ۴۰۰ نفر باشند.
موقعیت/منطقه عملیاتی: عمدتاً پایگاه آن در عراق است، اما همچنین در جنگ به همراه نیروهای طرفدار رژیم اسد در سوریه نیز شرکت دارد. سنتاً کتائب حزب‌الله اکثر عملیات عمده اش را در بغداد به اجرا گذاشته‌است، اما عملیاتش از زمان شکل‌گیری به سایر نقاط عراق نیز گسترش پیدا کرده‌است.
مالی و کمک‌های خارجی: کتائب حزب‌الله بسختی به ایران متکی است.

## اختلاس در گمرک‌های عراق
در فروردین ۱۴۰۰، خبرگزاری فرانسه از وجود «شبکه مافیایی بزرگ» در مرزهای ایران و عراق و سرازیر شدن «میلیاردها دلار اختلاس و رشوه» به جیب نیروهای شیعه شبه‌نظامی مورد حمایت جمهوری اسلامی خبر داد. به نوشته این خبرگزاری، در مرز ایران و عراق گروه‌های مافیایی تشکیل شده که با دور زدن عوارض گمرکی و گرفتن رشوه، میلیاردها دلار از خزانه دولت عراق را به منبع درآمدی برای شبه‌نظامیان، احزاب سیاسی و مقامات فاسد تبدیل کرده‌اند و افراد اصلی که از این مورد سود می‌برند، نیروهای شبه‌نظامی مورد حمایت جمهوری اسلامی هستند که حتی در مواقعی مأموران گمرکی را که مانعی در راه آنها ایجاد می‌کنند، تهدید به مرگ کرده‌اند.
مقام‌های عراقی تأکید می‌کنند که اکثر گذرگاه‌های ورودی ایران و عراق توسط گروه حشد الشعبی کنترل می‌شود. نیروهای حشد الشعبی به‌صورت گسترده‌ای در گمرک‌ها به عنوان مرزبان، بازرس و پلیس حضور دارند و بازرگانانی که دنبال دردسر نیستند، برای واردات کالا به آنها رشوه پرداخت می‌کنند. حشد الشعبی این گزارش را تکذیب کرد اما گروه‌های دیگر مورد حمایت جمهوری اسلامی مانند عصائب اهل حق و کتائب حزب‌الله تقسیم گمرک‌ها و بندرهای کشور میان گروه‌های شبه‌نظامی را تأیید کرده‌اند.

## وقایع
سخنگوی رسمی گروه کتائب حزب‌الله، محمد بصری، اعلام کرد که روز دوشنبه ۷ اوت ۲۰۱۷ در یک تهاجم هوایی به ستون نظامی این گروه در مرز عراق و سوریه ۳۶ تن از افراد این گروه کشته و ۷۵ نفر دیگر مجروح شده‌اند. این حمله در نزدیکی الطنف سوریه که قبلاً دو بار نیروهای آمریکایی شبه نظامیان مورد حمایت ایران را هدف قرار داده بودند انجام شده‌است. ابوآلائی دبیرکل گردان‌های سیدالشهداء گفت: هفت تن از افراد سپاه پاسداران انقلاب اسلامی از جمله حسین قمی فرمانده آن‌ها و استراتژیست اصلی آن‌ها کشته شدند. پیش از این داعش، مسئولیت این حمله را بر عهده گرفته بود.
العبادی نخست‌وزیر عراق در یک کنفرانس مطبوعاتی گفت: نیروهای ائتلاف اختیارات اجرای حملات هوایی بدون موافقت دولت عراق را دارا نمی‌باشند. علی‌رغم اینکه نیروهای ائتلاف و وزارت دفاع آمریکا مسئولیت خود در قبال این واقعه را تکذیب کردند، مسئولان آمریکایی بارها گفته‌اند که ایالات متحده اجازه نزدیک شدن گروه‌های حشدالشعبی عراق که طرفدار ایران می‌باشند یا عبور آن‌ها از مرزها به سوریه را نمی‌دهد. در ماه‌های اخیر شایع شده‌است که ایران تلاش می‌کند یک جاده زمینی که سوریه را به خاک عراق مرتبط می‌سازد را امن سازد.

### حمله آمریکا در دسامبر ۲۰۱۹
در تاریخ ۲۹ دسامبر ۲۰۱۹ آمریکا در پاسخ به حمله راکتی به پایگاه نظامی کی-وان در شهر کرکوک که به کشته شدن یک آمریکایی و زخمی شدن چهار تن دیگر انجامید، به پایگاه‌های این گروه حمله کرد، در این حملات دست کم ۲۵ شبه نظامی عراقی کشته و ۵۵ نفر نیز زخمی شدند.
شرح رویداد
بمباران کتائب حزب‌الله توسط ایالات متحده (انگلیسی: 2019 United States bombing of Kata'ib Hizbollah) طبق اعلام وزارت دفاع ایالات متحده در تاریخ ۲۹ دسامبر ۲۰۱۹
(۸ دی ۱۳۹۸) به وقوع پیوست. به گفته وزارت دفاع این حمله «ضربات دفاعی دقیق» علیه پنج مقر کتائب حزب‌الله در عراق (سه مورد) و سوریه (دو مورد) بوده‌است که در پی «حملات مکرر کتائب حزب‌الله علیه پایگاه‌های عراقی که میزبان نیروهای ائتلاف عملیات راهکار ذاتی(Operation Inherent Resolve)» رخ داد. منابع رسمی این حملات را پاسخ مستقیم آمریکا به کشته شدن یک شهروند آمریکایی در حملات موشکی به یک مقر عراقی دانسته‌اند.
در مقابل، کتائب حزب‌الله مسئولیت آن حملات را انکار کرده‌اند. به گفته منابع عراقی دست کم ۲۵ نیروی شبه نظامی عراقی در حملات آمریکا کشته و ۵۵ نفر زخمی شده‌اند.
این حملات واکنش مقامات عراق و مرجعیت دینی این کشور را به دنبال داشت و در بیانیه‌های جداگانه این حملات دخالت در امور داخلی عراق دانسته شده و محکوم شد
در پی این حمله معترضان عراقی به سفارت آمریکا در بغداد حمله کردند
واکنش‌ها
این حمله واکنش‌هایی را در پی داشت. سپاه پاسداران حمله به مواضع کتائب حزب‌الله را نقض حاکمیت ملی عراق و انتقام جویی از آمریکا را حق حشد الشعبی خواند.
همچنین افرادی با در دست داشتن پرچم‌های حشد الشعبی و کتائب حزب‌الله به سفارت آمریکا در منطقه سبز بغداد حمله کردند و بخش‌هایی از سفارت را به آتش کشیدند.

### بمب‌باران ایالات متحده در مارس ۲۰۲۰
جنگنده‌های ارتش ایالات متحده آمریکا در بامداد ۱۳ مارس سال ۲۰۲۰ انبارهای سلاح و مواضع این گروه را هدف بمباران سنگین قرار دادند. پنتاگون ضمن دفاعی خواندن عملیات فوق گزارش کرد که این حملات توان عملیاتی گروه فوق را به شدت کاهش داده، این بمباران در پاسخ به حمله نیروهای نیابتی مورد حمایت جمهوری اسلامی، علیه نیروهای آمریکایی که منجر به کشته شدن دو سرباز ارتش آمریکا و یک سرباز انگلیسی شد صورت گرفت.
فرمانده سنت‌کام روز جمعه ۲۳ اسفند اعلام کرد ما اطلاعاتی داریم که تأیید می‌کند کتائب حزب‌الله حملات به پادگان تاجی را انجام داده‌است. وی طی یک نشست خبری تصاویر ماهواره‌ای از پنج انبار سلاح این گروه را نشان داد و اعلام کرد این انبارها محل نگهداری سلاح‌های پیشرفته‌ای بود که جمهوری اسلامی ایران برای کتائب حزب‌الله فرستاده‌بود.

### حمله نیروهای عراقی
شامگاه پنجشنبه ۵ تیر ۱۳۹۹ نیروهای ارتش عراق به مقر کتائب حزب‌الله، در جنوب بغداد یورش برده و سه فرمانده کتائب حزب‌الله و شماری از اعضای این گروه را بازداشت کردند. یک مقام عراقی گفت یکی از فرماندهان دستگیرشده ایرانی است. پس از این حمله جلسه ای فوری با حضور نوری مالکی، هادی عامری و فالح الفیاض برای بررسی پیامدهای حادثه تشکیل و مالکی در توییتی خواستار احترام به حشد شعبی شد. ساعاتی پس از حادثه در صبح روز جمعه ۶ تیر، منابع نزدیک به حشد شعبی از آزادی نیروهای کتائب حزب‌الله خبر دادند. به گفته منابع از نیروهای حشد شعبی به دلیل دریافت یک پیام اشتباه از سوی مرکز عملیات ملی مبنی بر حمله به مقر مذکور و بازداشت نیروهای حشد شعبی عذرخواهی شده‌است.

### حمله هوایی آمریکا فوریه ۲۰۲۱
سخنگوی وزارت دفاع آمریکا طی اطلاعیه‌ای اعلام کرد که نیروهای ارتش آمریکا عصر پنجشنبه ۲۶ فوریه ۲۰۲۱ مقر نیروهای کتائب حزب‌الله و کتائب سیدالشهداء در شرق سوریه را مورد حمله هوایی قرار دادند که طی آن ۱۷ نفر کشته شدند.

### حمله هوایی آمریکا ژوئن ۲۰۲۱
روز یکشنبه ۲۷ ژوئن ۲۰۲۱ ایالات متحده آمریکا حملات هوایی هدفمندی را علیه «تأسیسات مورد استفاده شبه‌نظامیان مورد حمایت ایران» و از جمله کتائب حزب‌الله انجام داد که به انهدام یک انبار مهمات و سلاح و کشته شدن چند نفر منجر شد. مایکل نایتس، یکی از اعضای مؤسسه سیاست خاور نزدیک واشینگتن گفت: «گروه‌هایی وجود دارند که اساساً از نیروهای سپاه قدس سپاه پاسداران هستند و کتائب حزب‌الله از همین‌ها است».

## ارتباط با تیپ الوعد الحق
مؤسسه واشینگتن برای سیاست خاور نزدیک گفته‌است که کتائب حزب‌الله با تیپ الوعد الحق که امارات را مورد حمله موشکی قرار داده‌است، ارتباط دارد.